# Yermenonville
Yermenonville é uma comuna francesa na região administrativa do Centro, no departamento Eure-et-Loir. Estende-se por uma área de 5,02 km². Em 2010 a comuna tinha 612 habitantes (densidade: 121,9 hab./km²).